# 윌리엄 하워드 태프트
윌리엄 하워드 태프트(영어: William Howard Taft, 문화어: 윌리암 하워드 타프트, 1857년 9월 15일 ~ 1930년 3월 8일)는 미국의 27번째 대통령(1909~1913)이다. 예일 대학과 신시내티 로스쿨을 졸업하였으며 미국의 제10대 연방 대법원장을 지냈다. 또한 미국 전쟁부 장관으로 재직하던 때 일본의 가쓰라 다로와 가쓰라 태프트 밀약을 맺은 당사자이기도 하다.
그는 미국 역사상, 행정부와 사법부의 수장을 모두 지낸 유일한 인물이다. 1887년 ~ 1890년에는 오하이오주 최고 재판소의 판사로 일하였으며, 1901년~1904년에는 필리핀 초대 총독이었다. 이어 1904년~1908년 미국 전쟁부 장관을 지냈으며, 1909년 대통령에 당선되었다. 그는 전임자 시어도어 루스벨트와 여러 번 비교된다. 루스벨트는 진보적이었지만, 태프트는 보수적이었다. 처음에는 혁신 정책을 썼으나, 점점 보수적인 정책으로 바꾸어 “달러 외교”라 하는 강경 외교 정책을 쓰다 지지를 잃어 총선거에서 패하였다. 그렇지만 대법원장때 그가 한 일은 루스벨트만큼이나 진보적이라는 평가를 받고 있다. 대통령에서 물러난 후에 예일 대학 교수, 최고 재판소 판사장을 역임하였다.

## 어린 시절

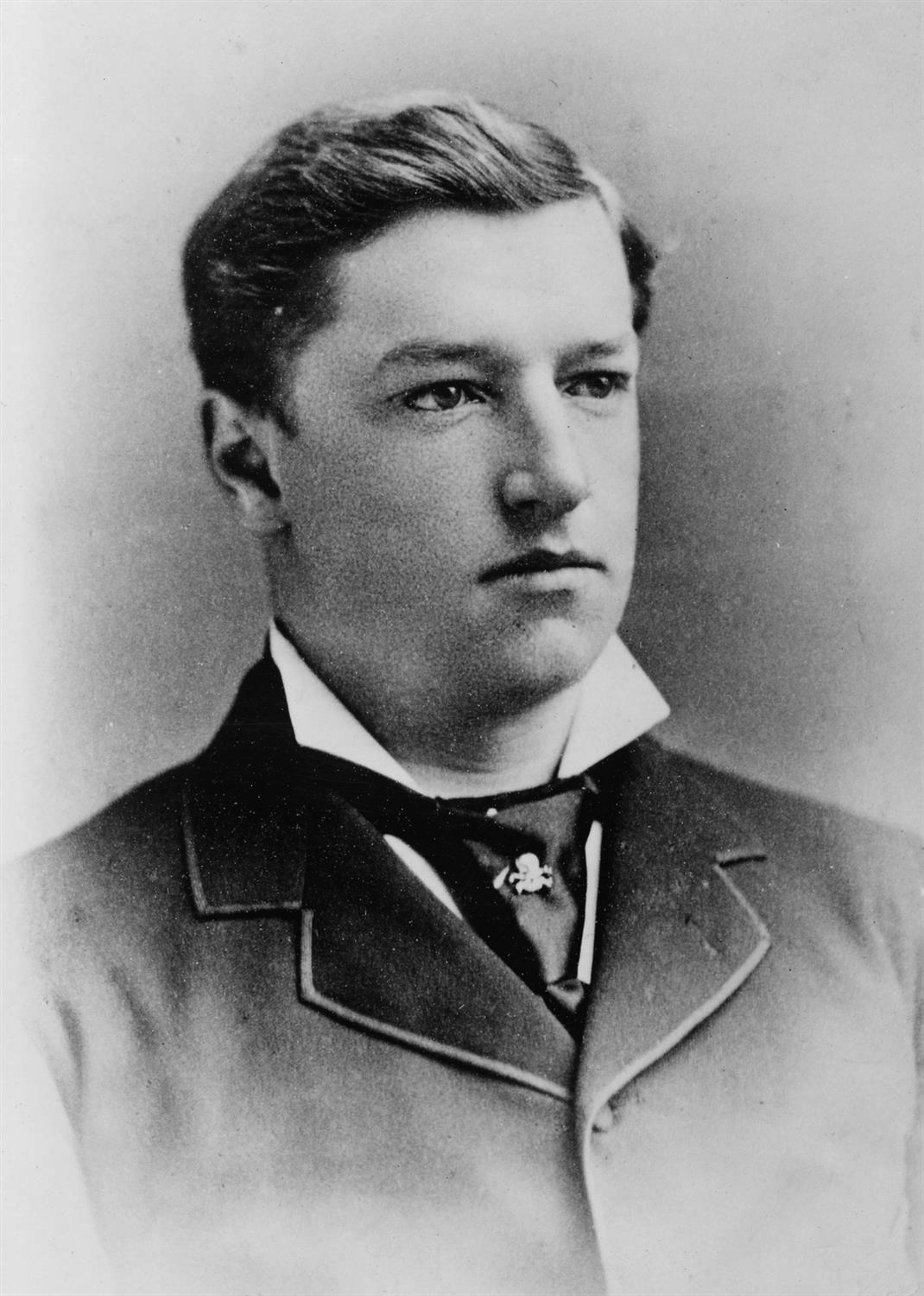
예일 대학교 학생 시절의 태프트

오하이오주 신시내티에서 앨폰소 태프트와 그의 둘째 부인 루이즈 마리아 토리 태프트 사이에서 둘째 아들로 태어났다.
부친의 조상들은 1600년대 영국에서 건너온 이래 매사추세츠주와 버몬트주에서 살아왔다. 그의 부인은 매사추세츠주 와이머스에 정착을 도운 영국인 가족으로부터 계통을 이었다. 재판관의 아들인 앨폰소는 1838년 경에 신시내티로 이주하였다. 그는 성공적인 변호사가 되어 공화당에서 국내적으로 두드러졌다.
어린 윌리엄은 몸집이 크고, 살결이 희며 인력이 있는 청년이었다. 그는 유니테리언의 신앙에서 자라왔다. 자신의 2명의 이복형들, 2명의 동생과 1명의 누이동생은 그의 놀이 친구였다. 윌리엄의 사이즈 이유로 그들은 그를 "덩치 큰 미련둥이"라고 부를 정도였다. 여름 동안에 태프트 형제들은 매사추세츠주 밀버리에 있는 조부를 방문하였다. 조부는 그들의 정기 휴가를 위하여 그의 제목들을 벌목하도록 만들고, 그들에게 돈의 가치에 대하여 가르쳤다.
13세 때에 신시내티에 있는 우드워드 고등학교에 들어갔고, 17세 때에 예일 대학교에 입학하여 1878년 자신의 클래스에서 2위를 하여 졸업하였다. 그 뒤 신시내티 로스쿨에서 법학을 공부하였다. 1880년 법학 학사 학위를 취득하여 오하이오 법정에 수용되었다.

## 정치적 경력

### 첫 사무직들
1881년과 1882년 사이에 태프트는 오하이오주 해밀턴 카운티의 조검사를 지냈다. 1882년 3월 체스터 A. 아서 대통령은 태프트를 신시내티에 있는 본부들과 함께 국세청의 징수관으로 임명하였다. 그해 후순에 태프트는 가치있는 공화당을 위한 직업 만을 만드는 데 좋은 근로자들을 면직시키려 하지 않은 이유로 사임하였다. 그러고나서 그는 성공적인 법률 조합 영업을 형성하였다.

### 태프트의 가족
1886년 6월 19일 태프트는 신시내티 시민 존 W. 헤론의 딸 헬렌 "넬리" 헤론(1861~1943)과 결혼하였다. 헬렌 헤론은 러더퍼드 B. 헤이스의 법률 조합인을 지냈다. 헬렌 여사는 부지런하고 야망적이었다. 남편의 경력을 통하여 그녀는 그가 공동적 사무직을 추구하는 데 용기를 주었다.
부부는 3명의 자식을 두었다. 첫째 로버트 앨폰소 태프트(1889~1953)는 오하이오주 출신의 유명한 상원 의원이 되었고, 공화당의 당수가 되었다. 둘째 헬렌 헤론 태프트 매닝(1891~1987)는 펜실베이니아주 브린 모어 대학교에서 역사학 교수와 학장을 지냈다. 셋째 찰스 펠프스 태프트 2세(1897~1983)는 1955년부터 1957년까지 신시내티의 시장을 지냈다.

### 주립 재판관
태프트는 변호사로서 행복하였으나 아버지의 공화당에서 중요성이 그를 정치적 생활로 계속 밀어냈다. 1885년 초순에 태프트는 해밀턴 카운티의 보조 법무관으로 임명되었다. 1887년 3월에는 오하이오 주지사 J. B. 포레이커는 그를 신시내티 상급 법원에 결원으로 임명하였다. 다음해 투표자들은 5년간의 기간을 위하여 태프트를 법원에 선출하였다. 이 일은 대통령 재임을 제외하고는 태프트가 인기있는 투표에 의하여 우승한 단 하나의 사무직이었다.

### 법무국장
1890년 태프트는 벤저민 해리슨에 의하여 미국 법무국장으로 임명을 받아들이려고 신시내티 상급 법원으로부터 사임하였다. 자신의 첫해 동안에 그는 미국 대법원 앞에서 자신이 주장하던 18개의 정부 입장들 중에 15개를 이겼다.

### 연방 재판관
1892년 3월 해리슨 대통령은 태프트를 새롭게 설립된 미국 연방 순회 항소 법원(지금의 미국 앙소 법원)의 6번째 순회의 재판관으로 지명하였다. 태프트는 다음 8년을 순회 재판관으로 보냈다. 1896년]부터 1900년까지 신시내티 대학교 법학 대학원의 학장을 지내기도 하였다.

### 필리핀의 총독

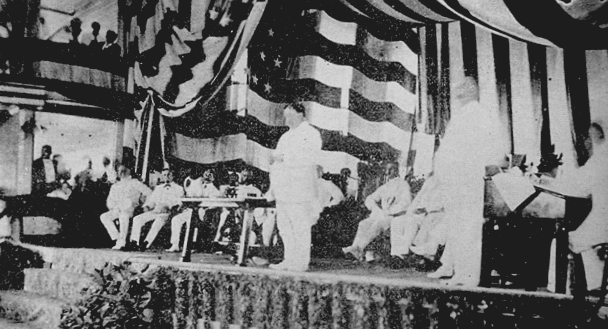
필리핀의 총독으로서 1907년 1회 필리핀 회의에서 연설하는 태프트

1900년 윌리엄 매킨리 대통령은 태프트를 새롭게 획득한 필리핀을 다스리는 데 시립 위원회의 의장으로 지명하였다. 이듬해 태프트는 필리핀 제도의 첫 시립 총독이 되었다.
필리핀에서 태프트의 경력은 식민지 정부에서 최고의 예였다. 그는 새로운 법원들, 대지 기록들, 생명적·사회적 통계치와 위생 규칙들을 설립하였다. 그는 도로와 항구들을 건설하였고, 제한적인 자치 정부의 설립을 향하여 일하여 토지 개혁의 운동을 이끌었다. 또한 많은 지역들에 학교들을 세웠고 국민들의 경제적 지휘를 향상시키는 데 착실하게 일하였다.
태프트는 대법원의 정의에 불타도록 욕망을 가졌다. 그러나 1902년 그는 필리핀에서 자신의 일을 끝내지 않은 느낌이 들어 대법원에 임명되는 첫 기회를 거절하였다.

### 전쟁부 장관으로 취임
1904년 2월에 미국 전쟁부 장관 엘리후 루트가 사임하였다. 태프트는 워싱턴 D. C.로 돌아와 시어도어 루스벨트 내각에서 이 직위를 맡았다. 태프트의 지명은 좋은 정치들이었다. 그해의 대통령 선거 운동이 다가오면서 태프트는 필리핀에서 일해 온 덕으로 거대한 인기를 얻었다.
루스벨트 대통령은 곧 태프트를 내부와 외부 양쪽에서 비공식적 분쟁 조정자로 이용하기 시작하였다. 루스벨트는 대통령 선거를 이긴 후에 지속적으로 그 일을 하였다. 태프트의 전쟁부는 파나마 운하의 건설을 감독하였고 그 지대에서 정부를 세웠다. 태프트 자신이 루스벨트의 관세 정책을 추진하였고, 대통령이 러일 전쟁을 끝내는 데 포츠머스 강화 조약을 협상하는 데 보조하였다.

### 1908년 대통령 선거

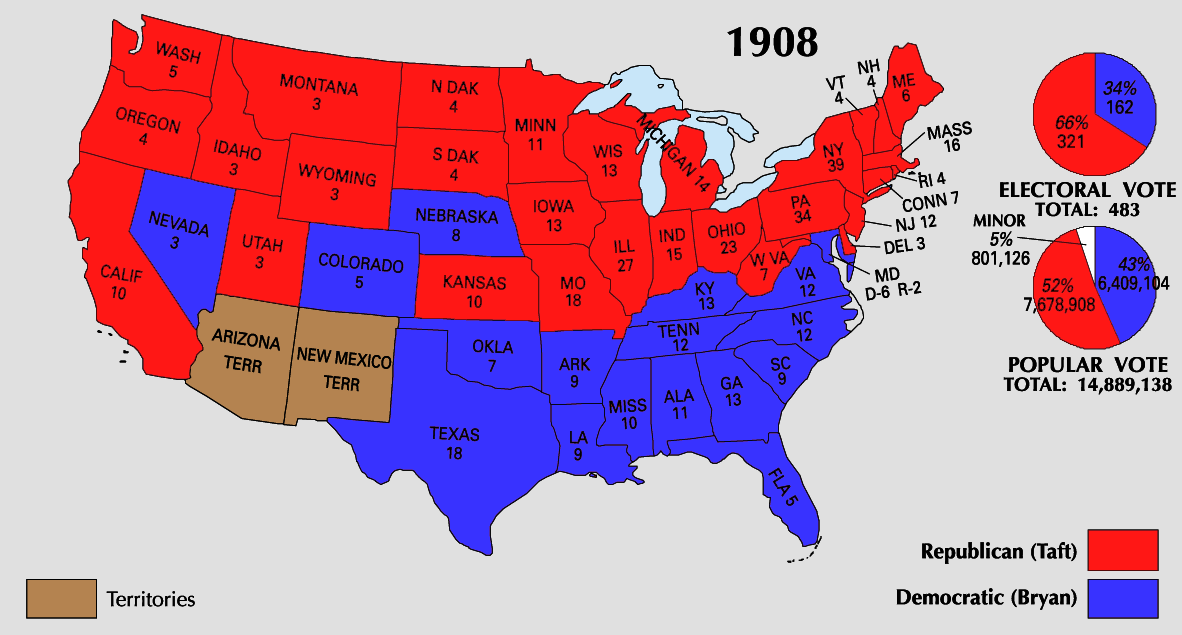
1908년 대통령 선거 지도

루스벨트는 1908년 재선을 향하지 않다고 알렸고, 자신의 정책들을 따를만 할 태프트를 추천하였다. 처음에 반대한 태프트는 오히려 대법원에 가능한 지명을 위하여 기다리려고 하였다. 그러나 헬렌 여사와 그의 형제들이 그의 마음을 바꾸는 데 도움을 주었다.
루스벨트의 성원과 함께 시카고에서 열린 공화당 국립 회의에서 태프트는 첫 비밀 투표에서 후보자 지명을 우승하였다. 뉴욕주의 하원 제임스 S. 셔먼은 부통령 후보 지명을 받았다. 선거에서 투표인들은 태프트에게 민주당 대통령 후보로서 자신의 3번째 실패를 겪은 윌리엄 제닝스 브라이언에 대하여 100만명 이상의 투표자들의 대다수를 주었다. 브라이언은 인디애나주의 민주당 당수 존 W. 컨과 함께 민주당 공천 후보자를 나누었다.

## 대통령 재임

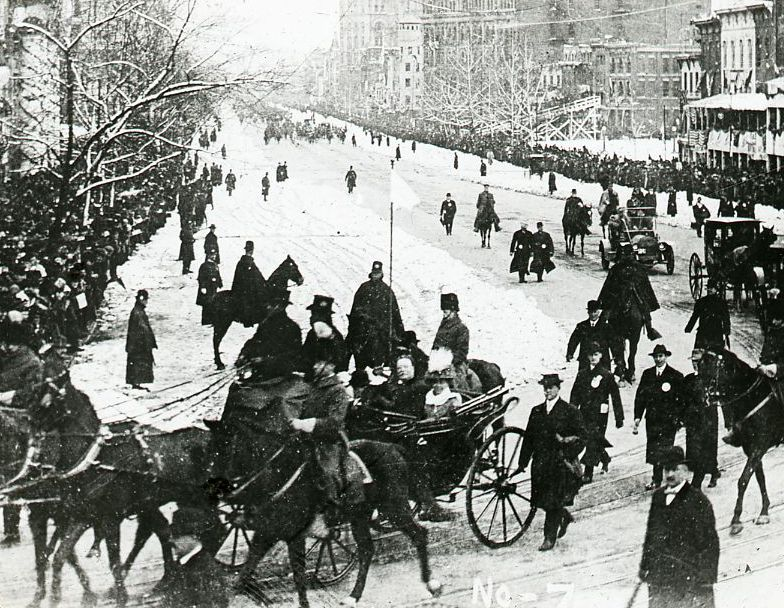
취임식으로 향하는 태프트

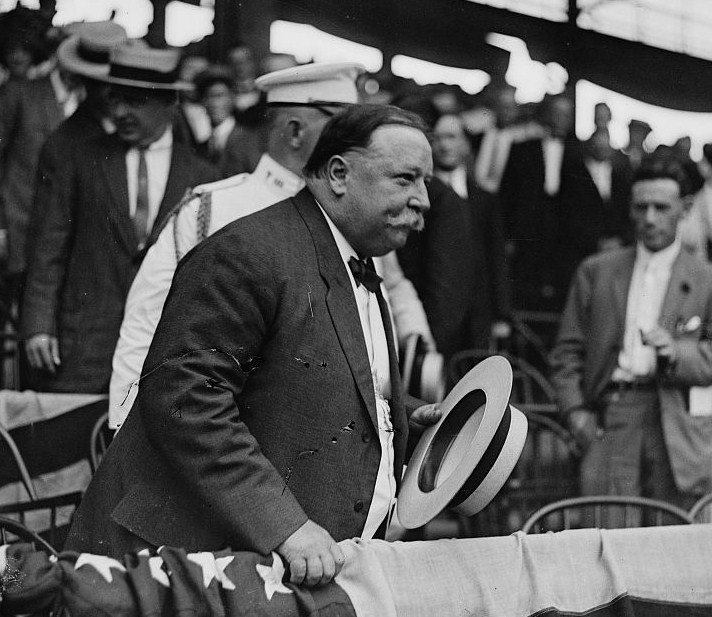
프로 야구 경기를 관람하는 태프트 (워싱턴 세너터스와 시카고 화이트삭스 경기에서)

1909년 3월 태프트의 대통령 취임식이 열린 아침에 워싱턴에서 폭풍설이 휩쓸면서 "집단들 마저 항의를 한다"는 말이 그를 불행하게 만들었다. 시작부터 태프트는 대통령임에 대하여 의심과 함께 채워졌다. 그는 자신이 또 다른 루스벨트가 될 수 없다는 것을 알았다. "루스벨트의 길들과 함께 윌리엄 하워드 태프트가 되려 하는 데 쓸 길이 없다"고 깨달았다. "우리의 길들은 다르다."면서 태프트는 루스벨트가 미국의 문제들을 해결하려고 시도한 길과 함께 "기구를 완료하고 완벽히 한다"고 결정하였다.

### 입법적 패배들
공화당이 의회의 상·하원 양쪽을 통제하였어도 태프트는 분리된 당과 함께 자신의 기간을 시작하였다. 루스벨트의 조언에 태프트는 하원의 연설자 일리노이주의 조지프 캐넌의 거의 비제한적인 권력들을 억제하는 데 자신들의 투쟁에서 자유적인 공화당원들을 지지하는 데 거절하였다. 그러나 네브래스카주의 조지 W. 노리스가 이끄는 이 공화당들은 "캐논주의"를 타도하였다. 이 일과 다른 문제들에서 자신의 정치적 서투름의 이유로 태프트는 곧 대부분의 자유적 공화당원들의 성원을 잃었다.
다른 미국인들처럼 태프트는 관세 보호를 믿었다. 그러나 그는 또한 낮은 관세가 신탁들을 통제하는 데 도움을 줄 것 같은 얼마간을 느끼기도 하였다. 그는 의회를 관세 축소 법률을 통과시키려고 특별 회의로 시켰으나 의회에 그의 아이디어들을 강요하는 데 마음이 내키지 않았다. 하원은 큰 축소들과 함께 법률을 통과시켰다. 그러나 상원에서는 태프트의 주요 조언자들 중의 하나인 로드아일랜드주의 넬슨 W. 앨드리치가 높은 관세들을 지키는 데 운동을 이끌었다. 결과적인 법률인 페인-앨드리치 관세법은 어떤 관세율을 약하게 낮추었으나, 그들이 이미 낮춘만큼 높은 정통적인 수준을 남겼다. 태프트는 법안을 거부하면서 자신이 많은 값이 싼 인기를 만들 수 있었다는 것을 알았다. 대신에 그는 그것을 아무것도 아닌 것보다 낫다는 것을 받아들였고, 공동적으로 그것을 의지하였으나, 법안이 받은 거대한 비인기적으로부터 고통을 겪었다.
더 나아가서 태프트는 핀초트 사건에서 자신의 근거에 의하여 자유적 공화당원들을 적대하였다. 1909년 후순에 대법관 포레스터 길퍼드 핀초트는 내무부과 특히 내무 장관 리처드 A. 밸린저가 시오도어 루스벨트의 환경 정책들을 유기한 감각의 고발들을 만들었다. 핀초트는 또한 내무부가 토지의 특허들을 하수와 발전소 회사들에게 너무 싼 가격으로 팔고 알래스카의 탄광 대지들의 판매에 불법적 취급에 고발하였다. 태프트는 후에 의회적 투자 위원회에 의하여 청산된 밸린저를 변호하였다. 그러고나서 핀초트를 해고시켰다. 자유적 공화당원들은 피초트의 어떤 고발들이 진실이었다는 것을 확신시켰고 자신들의 진실적인 지도자로서 루스벨트에게 눈을 돌리기 시작하였다.

### 입법적인 성과들
태프트 행정부의 입법적인 성과들로는 대통령이 관세부를 설립을 위한 관세율의 첫 과학적 투자를 포함한다. 태프트는 자신의 내각 장관들과 자신의 측근들에게 자신들의 재정적 필요들의 상세한 보고들을 제출하는 데 요청하면서 연방적 예산을 설립하는 데 첫 수단을 걸었다. 의회는 1910년 우편 저금 제도와 1913년 소포 우편을 창조하였다. 태프트의 요구에서 의회는 또한 상업 법원을 결성하였고 주간 상업 위원회의 권력을 크게 하였다. 태프트는 연방 선거들이 공동적으로 이루어지는 데 선거 운동 비용들을 필요로 하는 의회를 통하여 법안을 밀었다. 태프트의 대통령 임기 동안에 알래스카는 완벽한 영토적 정부를 받았고 연방 어린이국이 설립되었다. 그는 많은 신탁들을 향하여 활동을 일으켰다. 셔먼 반신탁 법령의 폭력에 많은 "신탁 파열" 기소 만큼 거의 두배나 되는 일이 거의 8년 간의 루스벨트 행정부 동안에 일어나면서, 태프트의 4년 동안 기간에 일어났다.

### 외교 정책들
태프트 행정부는 국제적 관계들에서 한결같지 않은 기록을 가졌다. 19세기 후반 동안에 국가들은 자신들의 상업적 이익들을 넓히기 위하여 습관적으로 외교술을 썼다. "달러 외교술"이 국무 장관 필랜더 C. 녹스에 의하여 진행되면서 오직 반대적 목적을 가졌다. 녹스에게 그것은 국가의 외교적 영향을 늘이는 데 무역과 상업의 이용을 의미하였다.
미국은 중국, 니카라과, 온두라스와 다른 나라들에게 공채를 만들었고 이 나라들에 공채들에서 은행원들에 의하여 투자들에 용기를 주었다. 태프트는 1909년 미국의 두 번째 쿠바 점령을 끝냈고, 영국과 프랑스와 함께 중재 조약들을 협상하였다. 이 조약들은 자신들의 다른 점들을 평화적으로 안정시키는 데 나라들의 노력에서 육표로 순위에 들어왔으나 상원은 거절하였다.

### 1912년 대통령 선거
1910년 시어도어 루스벨트가 아프리카의 사냥 여행으로부터 돌아왔다. 그는 다시는 대통령 선거를 위하여 흥미를 부인하였으나 "새로운 국가주의"를 주창하는 연설들을 하기 시작하였다. 이 슬로건 아래에 루스벨트는 노인들과 무직을 위한 보험을 포함한 사회적 정의를 위한 요청은 물론 정직한 정부, 큰 비지니스에 수표들, 환경의 자신의 옛 정책들을 포함하였다. 보수적인 공화당원들은 루스벨트에 대항하며 태프트와 선을 이루었다.
루스벨트가 대부분의 예비 선거들을 이겼어도 대통령 후보전 회의에 의원들의 다수는 태프트에게 맹세하였다. 대통령은 첫 비밀 투표에서 다시 후보로 지명되었고, 셔먼이 부통령 후보로 재지명되었다.
루스벨트와 진보적인 공화당원들은 재결성된 친태프트 파의 의원들의 투표들에 의한 회의에서 태프트를 "절도"의 고발을 하였다. 그들은 자신들의 후보자로서 루스벨트와 함께 개혁당을 결성하였고, 러닝메이트로서 캘리포니아주의 하이럼 W. 존슨을 지명하였다. 민주당원들은 뉴저지주의 지사 우드로 윌슨을 대통령 후보, 인디애나 주지사 토머스 R. 마셜을 부통령 후보로 지명하였다.
태프트는 피할 수 없는 패배를 향하였다. 그는 윌슨의 435석, 루스벨트의 88석에 8석의 투표를 얻었다.

## 이후의 세월들
1913년 3월 백악관을 떠난 후, 태프트는 예일 대학교의 헌법적인 법학의 교수가 되었다. 같은 해에 그는 미국 법정 협회의 회장으로 선출되었다. 제1차 세계 대전 동안에 윌슨 대통령은 국립 전쟁 노동부의 협동 의장으로 임명하였다.
전쟁이 일어나는 동안에 태프트는 평화를 집행하는 동맹에 앞장섰다. 기구는 미래에 일어날 전쟁을 막는 데 일할 수 있던 국가들 동맹의 형성을 추천하였다. 태프트는 연맹 등을 성원하는 데 지도력있는 공화당원이 되었고 아이디어를 추구하는 데 윌슨 대통령과 협동하였다. 윌슨은 후에 국제 연맹의 주요 계획인이 되었다.

### 연방 대법관

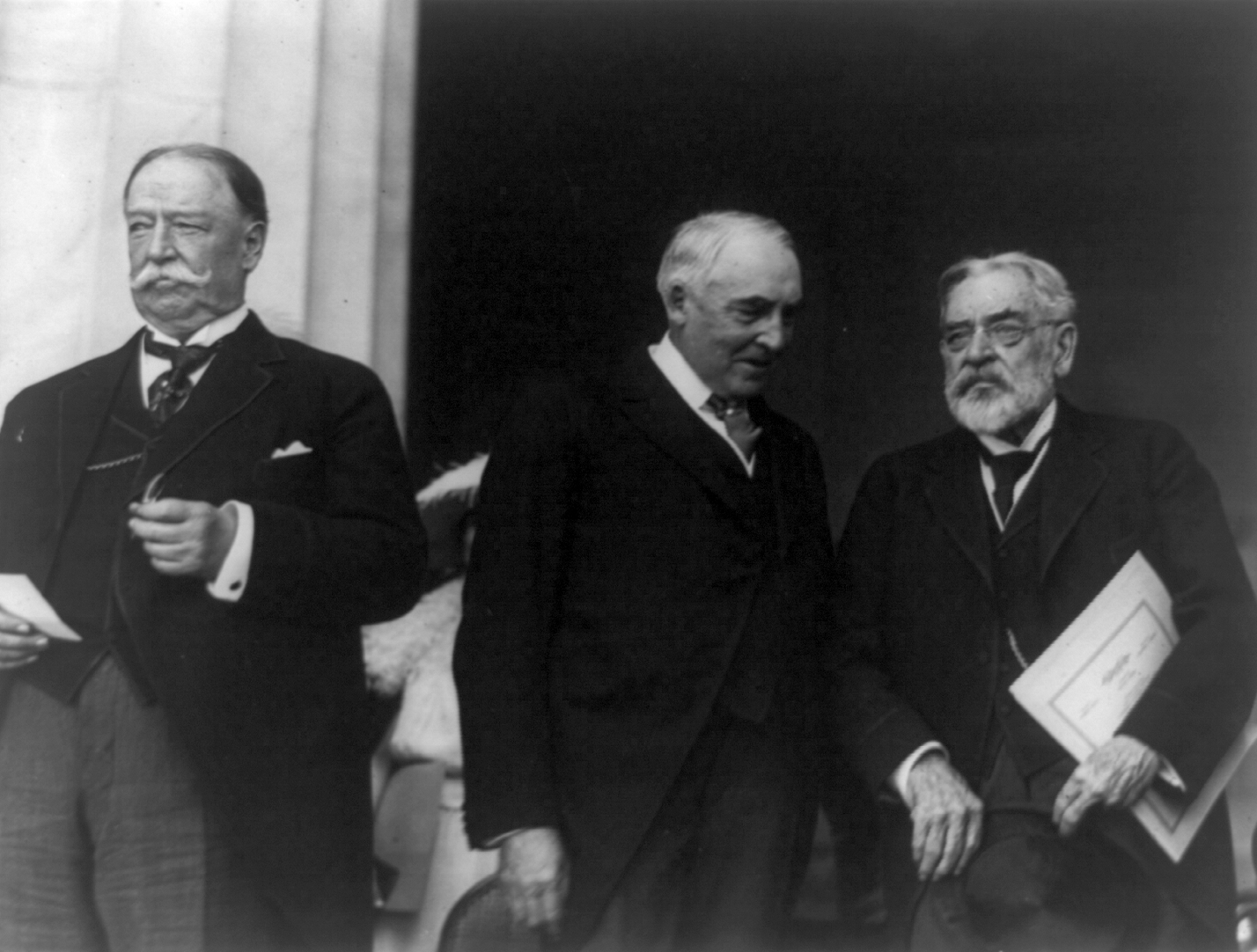
연방 대법관이 된 태프트. 그의 옆은 하딩 대통령과 토드 링컨

1921년 워런 G. 하딩 대통령은 태프트를 미국 연방 대법원의 대법관으로 임명하였다. 태프트는 이 임명을 자신의 삶에서 거대한 명예로 여겼다. 국가의 대법원의 행정가로서 그의 성취는 그의 결정들보다 더 중요하였다. 대법원은 그 일에서 멀리 뒤로 떨어졌다. 1925년 태프트는 사법령의 통과를 이루었다. 이 법률은 법원이 많은 수를 능가하면서 더욱 위대한 통제하는 것을 주었고, 효과적으로 법원의 기능을 가능하게 만들어 그 업무를 수행하였다. 그는 또한 새로운 법원 건물을 우한 의회적 찬성을 획득한 수단이 되기도 하였다.
건강의 악화와 심장에 발작을 일으켜 그는 1930년 2월 3일에 퇴직하여야 했다. 한 달 5일 후에 사망하여 알링턴 국립 묘지에 안장되었다. 그와 존 F. 케네디는 거기에 안장된 단 2명의 대통령들이다.

## 체중에 관한 일화
- 태프트는 몸무게가 175kg로 역대 미국 대통령 중 가장 뚱뚱하였다. 때문에 그로 인한 일화도 많았다.(먼나라 이웃나라, 이원복 저)

- 필리핀에서 식민지 조사를 나갔을 당시 오랫동안 걸어다니다가 나중에 말을 얻어 탔다. 그리고 엘리후 루트 장관에게 보내는 보고 전보에 그 내용을 넣었다. 엘리후 루트 장관에게서 온 답장은 다음과 같았다. 〈그 말은 괜찮소?〉

- 목욕을 하다가 몸이 욕조에 끼여 나올수가 없던 사건이 있었다. 그래서 백악관에서 일반인 3명이 들어갈수 있는 특수 욕조(210cm x 120cm)가 제작되었다.

## 같이 보기
- 가쓰라-태프트 밀약
- 양승태 - 존경하는 인물이라고 언급

## 역대 선거 결과
| 선거명      | 직책명        | 대수 | 정당   | 득표율 | 득표수 (선거인단)   | 결과 | 당락 |
| ----------- | ------------- | ---- | ------ | ------ | ------------------- | ---- | ---- |
| 1908년 선거 | 미국의 대통령 | 27대 | 공화당 | 51.58% | 7,676,258표 (321명) | 1위  |      |
| 1912년 선거 | 미국의 대통령 | 28대 | 공화당 | 23.18% | 3,486,333표 (8명)   | 3위  | 낙선 |

## 참고 문헌
| 전임 토마스 에스트라다 팔마 | 쿠바의 임시 대통령 1906년 9월 29일 ~ 1906년 10월 13일 | 후임 찰스 에드워드 마군 |

| | 제27대 미국 대통령              |                  |
| --- | ------------------------------- | ---------------- |
| 전임 시어도어 루스벨트 | 1909년 3월 4일 ~ 1913년 3월 4일 | 후임 우드로 윌슨 |
| 조지 워싱턴 · 존 애덤스 · 토머스 제퍼슨 · 제임스 매디슨 · 제임스 먼로 · 존 퀸시 애덤스 · 앤드루 잭슨 · 마틴 밴 뷰런 · 윌리엄 헨리 해리슨 · 존 타일러 · 제임스 K. 포크 · 재커리 테일러 · 밀러드 필모어 · 프랭클린 피어스 · 제임스 뷰캐넌 · 에이브러햄 링컨 · 앤드루 존슨 · 율리시스 S. 그랜트 · 러더퍼드 B. 헤이스 · 제임스 A. 가필드 · 체스터 A. 아서 · 그로버 클리블랜드 · 벤저민 해리슨 · 그로버 클리블랜드 · 윌리엄 매킨리 · 시어도어 루스벨트 · 윌리엄 하워드 태프트 · 우드로 윌슨 · 워런 G. 하딩 · 캘빈 쿨리지 · 허버트 후버 · 프랭클린 D. 루스벨트 · 해리 S. 트루먼 · 드와이트 D. 아이젠하워 · 존 F. 케네디 · 린든 B. 존슨 · 리처드 닉슨 · 제럴드 포드 · 지미 카터 · 로널드 레이건 · 조지 H. W. 부시 · 빌 클린턴 · 조지 W. 부시 · 버락 오바마 · 도널드 트럼프 · 조 바이든 · 도널드 트럼프 |                                 |                  |

| 전임 에드워드 더글러스 화이트 | 제10대 미국 연방 대법원장 1921년 7월 11일 ~ 1930년 2월 3일 | 후임 찰스 에번스 휴스 |

| 전임 시어도어 루스벨트 | 미국의 국가 원수 1909년 3월 4일 ~ 1913년 3월 4일 | 후임 우드로 윌슨 |